# 29 Irish Street (Dumfries)

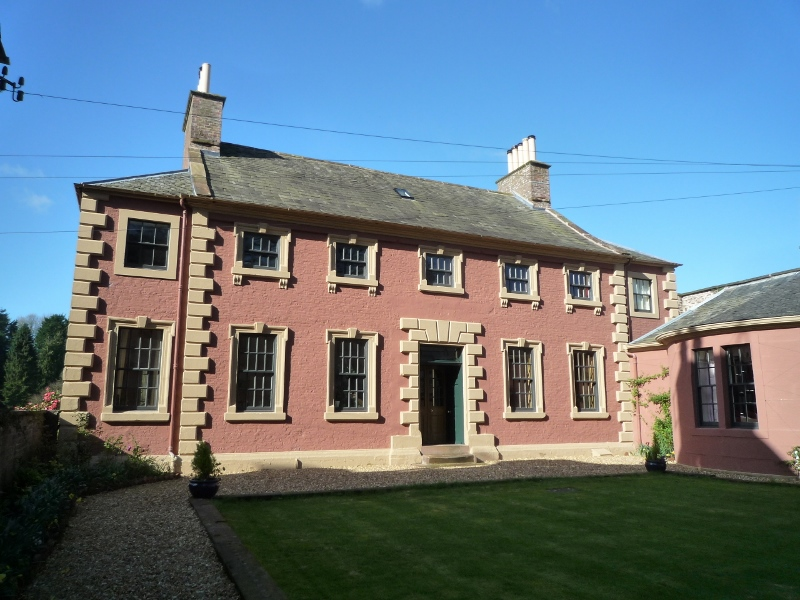
29 Irish Street

Unter der Adresse 29 Irish Street beziehungsweise 92 Whitesands in der schottischen Stadt Dumfries in der Council Area Dumfries and Galloway befindet sich eine Villa. 1961 wurde das Bauwerk in die schottischen Denkmallisten in der höchsten Denkmalkategorie A aufgenommen.

## Beschreibung
Das aus dem früheren 18. Jahrhundert stammende Barockgebäude befindet sich südlich des Stadtzentrums zwischen den Straßen Irish Street und Whitesands oberhalb des Nith. Das zweistöckige Gebäude ist sieben Achsen weit. Die ostexponierte, zur Irish Street hinweisende Fassade ist auf Grund einer hohen Mauer von der Straße aus nicht einsehbar. Da das Gebäude in einen Hang hinein gebaut ist, tritt der unterbaute Keller an der Westfassade hervor. Im Gegensatz zu dem Schichtenmauerwerk aus Ziegelstein, das entlang der Fassaden gestrichen ist, besteht das Mauerwerk des Kellers aus Bruchstein.
Die Gebäudekanten sind mit farblich abgesetzten rustizierten Ecksteinen abgesetzt. Die Sprossenfenster sind mit profiliertem Naturstein eingefasst, die teilweise auf Pseudo-Konsolen ruhen. Die abschließenden Architrave sind mit Schlussstein gearbeitet. Zentral befindet sich eine rustiziert eingefasste Eingangstüre. Die Westfassade ähnelt der Ostfassade, ist jedoch schlichter gestaltet. Zwei geschwungene Treppenaufgänge führen zum Haupteingang hin. Das Gebäude schließt mit einem schiefergedeckten Satteldach, das an den hinzugefügten äußeren Achsen durch Walme ergänzt wird.